# Zenobia
Septimia Zenobia (Aramees: Bat Zabbai) (Palmyra, ca. 241 – Rome, ca. 273-274) was een Aramese koningin van Palmyra (267-272).
Haar Aramese naam Bat Zabbai betekent "dochter van Zabbai". Zij was een vrouw van buitengewone schoonheid met mooi lang haar.

## Zenobia en zoon
Haar echtgenoot en voorganger, Septimius Odaenathus, was een bondgenoot van keizer Gallienus. Voor zijn enorme verdiensten voor het Romeinse Rijk kende Gallienus hem bijzondere titels toe: "Leider van de Romeinen" en "Gouverneur van het hele Oosten". In 267 werd Odaenathus met zijn oudste zoon om het leven gebracht.
Zenobia, de tweede vrouw van Odaenathus, en haar zoon Vabalathus bestegen samen de troon, als koning en koningin, aangezien Vabalathus nog te jong was om alleen te kunnen regeren. De vrede tussen Rome en Palmyra sloeg om in vijandschap toen Gallienus vlak voor zijn dood in 268 een leger tegen Palmyra stuurde, onder commando van Heraclianus.
Keizer Gallienus weigerde Vabalathus de titels te geven die diens vader Oedenatus had verdiend. Een verklaring voor de vijandige houding van Gallienus is dat Odaenathus zou zijn vergiftigd door Zenobia. Het is echter niet uitgesloten dat Gallienus zelf verantwoordelijk was met als motief dat hij de groeiende macht van Odaenathus als een bedreiging ervoer. Het keizerlijk leger werd verslagen (267).

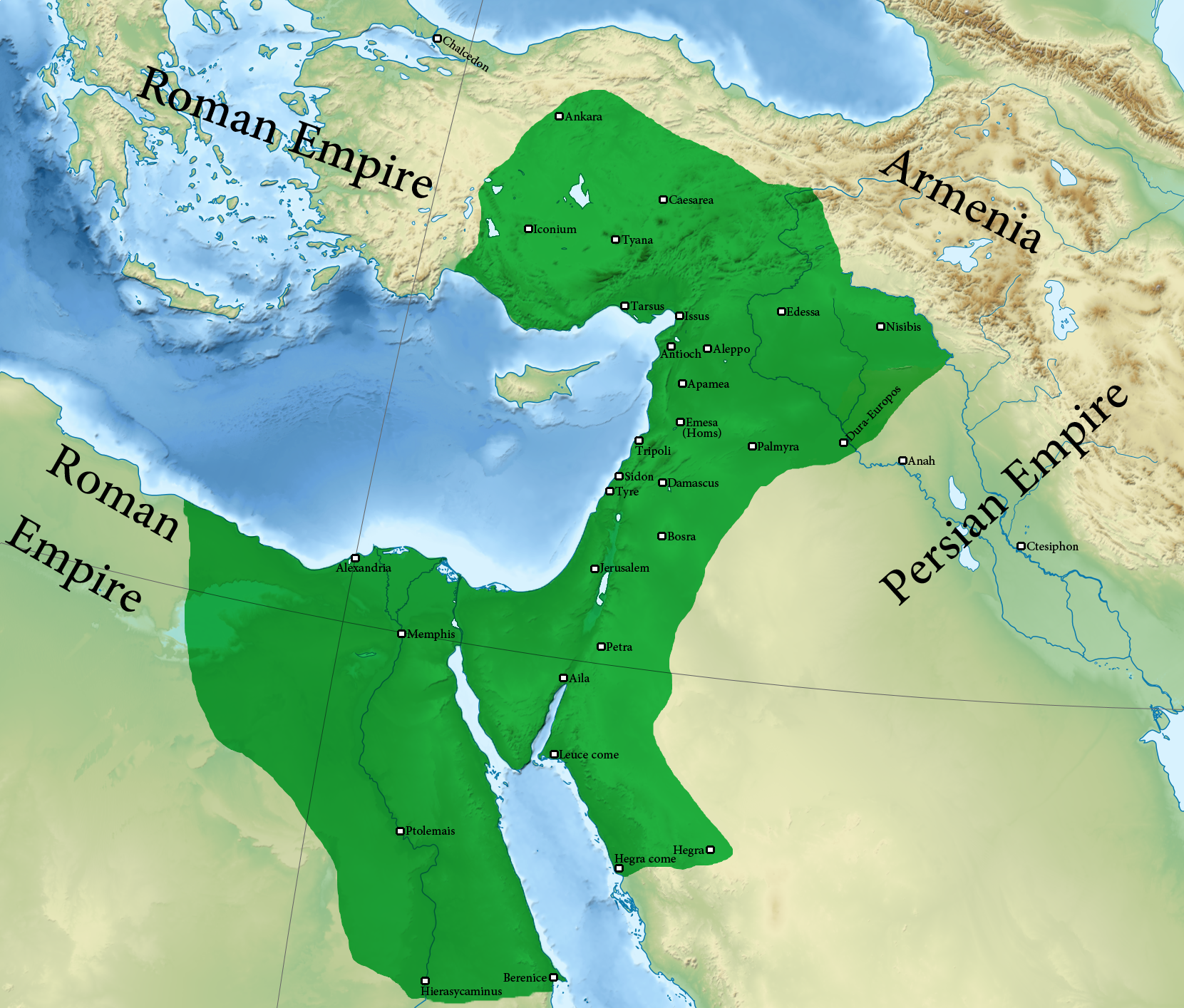
Het Palmyreens koninkrijk op haar hoogtepunt (271)

De twee volgende keizers, Claudius II 'Gothicus' en Quintillus weigerden eveneens de geëiste titels toe te kennen. Dit verhevigde de vijandschap tussen Palmyra en Rome nog meer. Tijdens het keizerschap van Claudius II 'Gothicus' leidde Zenobia veldtochten waarbij zij heel Klein-Azië claimde. Daarna, waarschijnlijk tijdens het keizerschap van Quintillus, veroverde zij Egypte, wat voor Rome een zeer gevoelige klap was. Egypte was de favoriete provincie van Rome en was ook een van de voornaamste producenten van graan.

## Herstel Romeins gezag
Toen Aurelianus in 270 aan de macht kwam, kende hij onmiddellijk aan zowel Zenobia als haar zoon alle geëiste titels toe. Maar moeder en zoon claimden nu ook de titels Augusta en Augustus (keizerin en keizer). In feite hadden ze de controle over een groot deel van het Romeinse rijk. In 272 kon Aurelianus zijn aandacht op het Oosten richten en leidde hij zijn legers door Anatolië, bevrijdde hij de bezette Griekse steden en versloeg hij het leger van Palmyra bij Antiochië, Emesa en uiteindelijk Palmyra zelf. Zenobia en haar zoon werden door de Romeinen gevangen genomen en in gouden kettingen gevoerd naar Rome, waar zij in 273 aankwamen.
Over wat er verder met haar gebeurde bestaan drie versies:
- Na de triomftocht in Rome werd zij onthoofd;
- Na de triomftocht vergiftigde zij zichzelf;
- Na de triomftocht werd haar toegestaan zich in een villa bij Tibur (thans Tivoli) terug te trekken. Zij trouwde een senator, stichtte een gezin en stierf een natuurlijke dood.

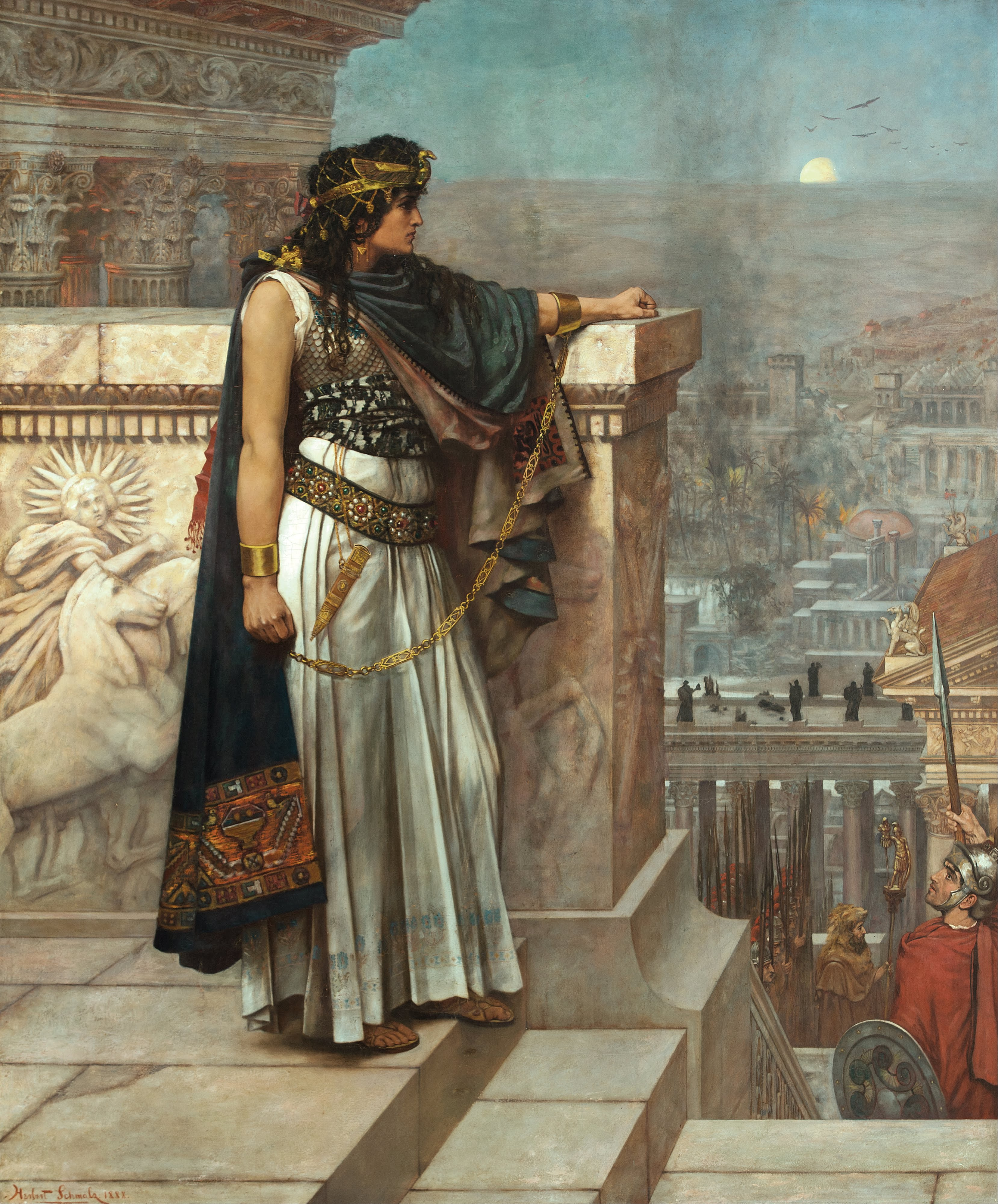
Koningin Zenobia's laatste blik op Palmyra
(1888), Herbert Schmalz, AGSA

De laatste versie is de meest waarschijnlijke, aangezien een aantal bronnen nog haar nakomelingen vermelden.
Met de andere opstandelingen werd minder omzichtig omgesprongen. Onder degenen die werden geëxecuteerd was Zenobia's belangrijkste adviseur, de filosoof Cassius Longinus.